# 王鶚 (元)
王 鶚（おう がく、1190年 - 1273年）は、金朝およびモンゴル帝国（大元ウルス）に仕えた漢人官僚の一人。字は百一。曹州東明県の出身。

## 概要
王鶚の曽祖父は王成、祖父は王立、父は王琛という名で、王鶚は生まれた時に鶚が庭に止まっていたことに因んで名をつけられたという。
1224年（正大元年）には進士第一甲で主席となり、応奉翰林文字の地位を授かった。1229年（正大6年）には帰徳府判官・行城父県令、1230年（正大7年）には同知申州事・行汝陽県令などを歴任した。1233年（天興2年）、モンゴル軍の侵攻を受けた金の哀宗が蔡州に還ると、地方で大きな兵力を有する武仙に援軍要請をすることとなった。この時、右丞の完顔仲徳が王鶚を使者として推薦すると、哀宗も王鶚が自らが即位した年の状元であることを思い出し、王鶚を抜擢するのが遅かったことを惜しんだという。1234年（天興3年）、蔡州が陥落すると王鶚も命の危機に陥ったが、モンゴル帝国に仕える万戸の張柔が王鶚の名声を知っており、これを救って保州に館を建てて庇護した。
1244年（甲辰） 冬、優秀な人材を探していた皇族のクビライが王鶚の名声を聞いてこれを招き、召し出された王鶚は『孝経』・『書経』・『易経』などの書を進講したという。
1260年（中統元年）、クビライが帝位に即くと翰林学士承旨の地位を授けられ、クビライの詔勅や法制の文案を考える役目を担った。1264年（至元元年）には資善大夫に任じられた。
1273年（至元10年）に84歳にして亡くなった。『応物集』40巻・『論語集義』1巻・『汝南遺事』4巻といった著作がある。

## 人脈
クビライ即位直後の漢人官僚は劉秉忠・許衡・王鶚に代表される３つのグループに分類され、王鶚に代表される派閥は金代の科挙を受け詩賦（文章）の作成を得意とする点に特徴があった。『元史』儒学伝は「文章を以て名家たる者は文苑と為す（以文章名家者為文苑）」とし、許衡ら経書の研究を重んずる派閥（儒林派）に比べ、文章を重んずる王鶚らの派閥を「文苑」と呼んでいた。また、「文苑派」は金代の科挙を合格した者が多いことから科挙の再開に熱心であったが、許衡ら儒林派は逆に消極的であった、という思想的相違もあった。
以下は、王鶚によって推薦された者達である。
- 李冶
- 李昶
- 王磐
- 徐世隆
- 高鳴